# Diego Miguens
Diego Miguens (20 de octubre de 1992) es un deportista español que compite en piragüismo en la modalidad de maratón.
Ganó dos medallas de plata en el Campeonato Mundial de Piragüismo en Maratón, en los años 2022 y 2023, y dos medallas de bronce en el Campeonato Europeo de Piragüismo en Maratón, en los años 2022 y 2023.

## Palmarés internacional
| Campeonato Mundial | Campeonato Mundial       | Campeonato Mundial | Campeonato Mundial |
| Año                | Lugar                    | Medalla            | Competición        |
| ------------------ | ------------------------ | ------------------ | ------------------ |
| 2022               | Ponte de Lima (Portugal) | Medalla de plata   | C2                 |
| 2023               | Vejen (Dinamarca)        | Medalla de plata   | C2                 |
| Campeonato Europeo |                          |                    |                    |
| Año                | Lugar                    | Medalla            | Competición        |
| 2022               | Silkeborg (Dinamarca)    | Medalla de bronce  | C2                 |
| 2023               | Slavonski Brod (Croacia) | Medalla de bronce  | C2                 |